# Edificio Governativo Centrale n. 3
L’Edificio Governativo Centrale n. 3 Chūō Gōdō Chōsha Daisan-gōkan (中央合同庁舎第3号館?), conosciuto anche come Central Government Building No. 3, è un palazzo amministrativo situato nel quartiere di Kasumigaseki, a Chiyoda, Tokyo, in Giappone.
È sede del Ministero del territorio, delle infrastrutture, dei trasporti e del turismo, della Guardia costiera giapponese e dell'Agenzia del turismo del Giappone.

## Storia
A differenza degli altri edifici governativi sorti precedentemente nel quartiere di Kasumigaseki, il Chūō Gōdō Chōsha Daisan-gōkan non fu costruito in prossimità della strada centrale Sakurada-dōri, ma bensì all'incrocio tra le vie nei dintorni del Palazzo della Dieta Nazionale e della sede del Ministero degli affari esteri. Come misura di prevenzione in vista del probabile afflusso di persone una volta completato l'edificio, si decise di regolamentare l'accesso alla struttura prendendo in considerazione il flusso di mezzi pubblici nelle vicinanze e di attuare una separazione delle via d'accesso tra pedoni e automobilisti. Fu deciso così che il lato del Ministero degli Affari Esteri sarebbe stato riservato all'ingresso per i pedoni, mentre il lato del Palazzo della Dieta avrebbe rappresentato l'entrata principale per le automobili.
La costruzione dell'edificio fu suddivisa in due fasi. La prima iniziò nell'agosto 1963 venendo completata nel giugno 1966, e interessò la costruzione dei due piani sotterranei e dei primi sette piani in superficie. Durante la seconda fase, dal maggio 1971 all'agosto 1973, vennero edificati i piani dall'ottavo all'undicesimo. Tra il 2000 e il 2002 l'edificio venne pesantemente ristrutturato per adeguarlo ai moderni standard antisismici, in uno dei più grandi progetti di implementazione di isolatori sismici mai intrapresi in Giappone.

## Caratteristiche

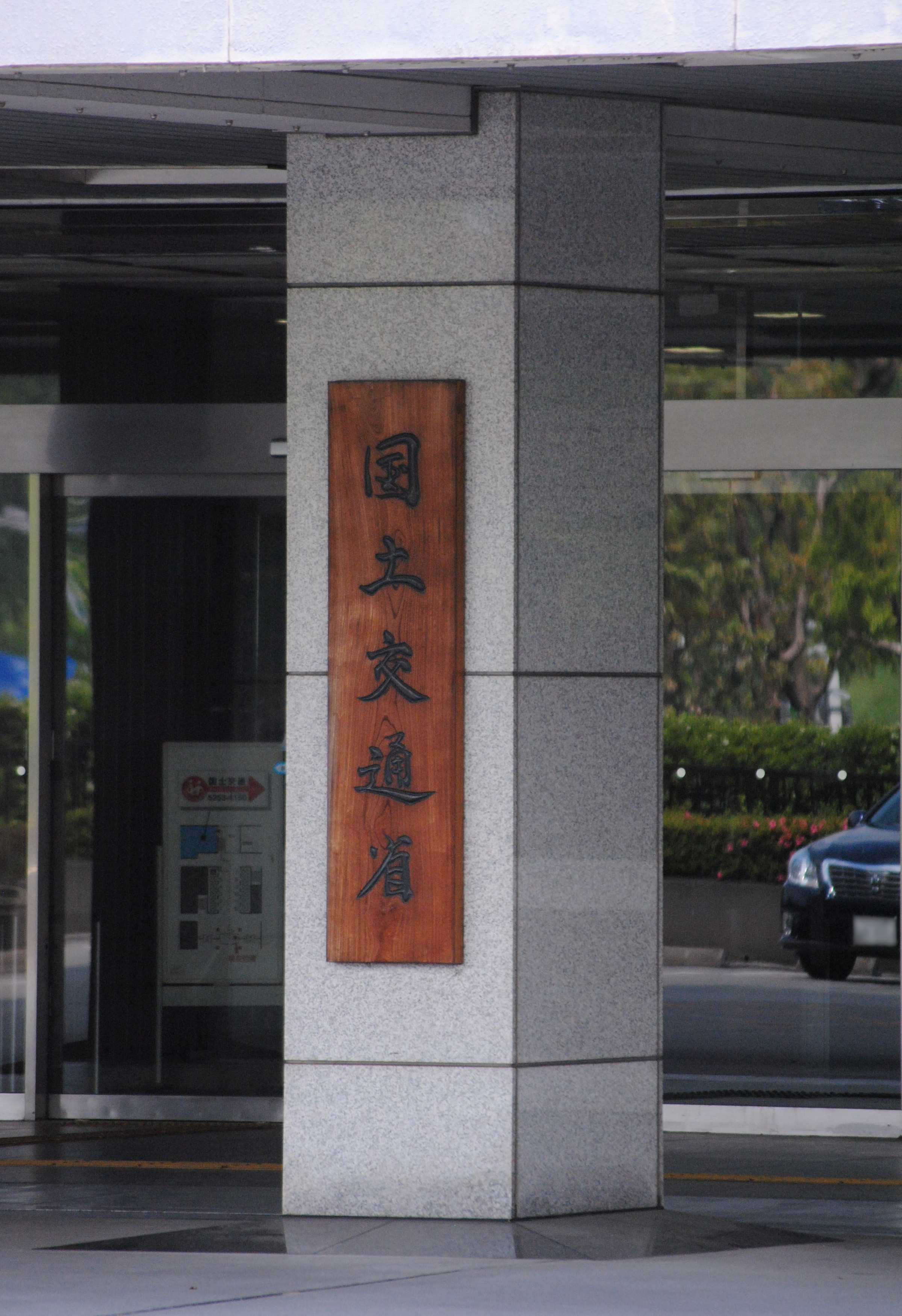
Pilastro che reca l'insegna del Ministero del territorio, delle infrastrutture, dei trasporti e del turismo

L'edificio è caratterizzato da una semplice pianta rettangolare. Per determinare la distanza tra i pilastri venne presa in considerazione la dimensione degli uffici e della disposizione delle scrivanie al loro interno, mentre le pareti antisismiche furono disposte intorno al nucleo dell'edificio. Gli uffici privati e le sale riunioni, con un maggior numero di pareti divisorie, si trovano proprio in prossimità delle pareti antisismiche, mentre gli uffici generali sono progettati per essere grandi stanze aperte con il minor numero di pareti divisorie possibile. La struttura dispone inoltre di dodici ascensori, concentrati al centro dell'edificio.
L'edificio ispirò nel 2001 il design esterno del vicino Chūō Gōdō Chōsha Daini-gōkan.